# Copidosoma pyralidis
Copidosoma pyralidis är en stekelart som först beskrevs av William Harris Ashmead 1888.  Copidosoma pyralidis ingår i släktet Copidosoma och familjen sköldlussteklar. Inga underarter finns listade i Catalogue of Life.